# 절대 BL이 되는 세계 VS 절대 BL이 되고 싶지 않은 남자
《절대 BL이 되는 세계 VS 절대 BL이 되고 싶지 않은 남자》(絶対BLになる世界VS絶対BLになりたくない男 젯타이비에루니나루세카이 브이에스 젯타이비에루니나리타쿠나이오토코[*])는 콘키치 [ konkici ]의 만화이다. 픽시브 코믹의 만가 Jaｍ 레이블에서 2018년 11월 7일부터 연재 중이다. 단행본은 쇼덴샤에서 간행되었으며 2020년 12월 기준으로 2권까지 출판 되었다. 2021년 2월 기준으로 누계 부수는 25만 부를 돌파 하였다.
원래는 원작 작가 콘키치 [ konkici ] 작가가 개인적으로 트위터로 공개한 작품으로 제1화를 올린 것에서 출판사로부터 연재 요청 제의가 있었고, 상업 연재 전 시점에서 트위터에서의 ‘좋아요’가 19만을 넘었다. 첫 업로드 후일(상업 연재 전)에는 픽시브의 개인 계정으로 올렸으며 2018년 1월 업로드 분량의 픽시브 코믹 월례상 대상을 수상했다. 다음에 올 만화 대상 2019 웹 만화 부문에서 11위를 수상했으며, 웹 만화 총선거 2019에서는 4위를 수상했다.
2020년 4월에는 드라마 CD가 발매되었으며, 2021년 5월에는 제2탄도 발매 예정이다.
2021년, 일본의 남성 배우 이누카이 아츠히로 주연으로 드라마 제작이 결정되었다. 3월 27일에 CS TV 아사 채널 1에서 방송되었다. 또, 6월 25일에 블루레이&DVD의 발매가 결정되었다. 특전 영상으로 메이킹＆캐스팅 인터뷰나 PR 스팟집이 수록될 예정이다.

## 등장 인물

### 주인공과 주변 인물
주인공
대학생이며, 거유를 좋아한다.
타키모토(滝本)
주인공의 친구이며, 자택 음주를 하는 멤버이다. 대학생이며, 아키히토와 교제하고 있다. 속성은 ‘쿨’, ‘미남’이다.
아키히토(秋人)
주인공의 친구이며, 자택 음주를 하는 멤버이다. 대학생이며, 타키모토와 교제하고 있다. 속성은 ‘고학생’, ‘부끄럼쟁이’이다.
요지(七原洋司)
주인공의 친구이며, 자택 음주를 하는 멤버이다. 대학생이며, 마사야와 교제하고 있다. 속성은 ‘츤데레’, ‘미인’이다.
마사야(マサヤ)
주인공의 친구이며, 자택 음주를 하는 멤버이다. 대학생이며, 요지와 교제하고 있다. 속성은 ‘강경함’, ‘절륜’이다.
료타(涼太)
주인공의 친구이다. 토마와 교제하고 있다. 속성은 ‘원기’, ‘천연’이다.
토마(斗真)
주인공의 친구이다. 료타와 교제하고 있다. 속성은 ‘꽃미남’, ‘논게이’→‘집착’이다.
마야마 마스미(真山真純)
BL 만화가이며 현역 대학생이다. 인간 관찰력에 장하다. 속성은 ‘BL을 좋아하는 남자’, ‘자신가’이다.
미코(ミーコ)
주인공 집의 수컷 고양이이다.

### 동생 관련 인물
아야토(綾人)
주인공의 남동생이다. 고등학교 2학년이며, 속성은 ‘모브’, ‘고등학생’이다.
토죠(東條 토조[*])
아야토의 친구이다. 아야토에게 고백했다. 고등학교에서는 학생 회장을 맡고 있다. 거짓말을 할 때에 상대의 눈을 들여다보듯이 보는 버릇이 있다. 속성은 ‘꽃미남’, ‘책략가’이다.
야나기(柳)
아야토의 친구이다. 들러리이다. 속성은 ‘귀여움’, ‘삼각관계’이다.
미사토(三郷)
간사이 사투리로 말하는 전학생이다. 유치원 다닐 때에 아야토와 결혼을 약속했었다. 속성은 ‘응석’, ‘멍멍이’이다.
하타노(畑野)
아야토와 친구이며 학교에서 인기는 토죠와 양대산맥을 이룬다. if에서 주인공한테 고백을 했다. 3년 후 다시 고백예정. 속성은 '쿨미남' , '시한성 짝사랑'이다.

## 드라마
2021년 3월 27일에 TV 아사히 채널 1에서 방송 된 일본 BL 드라마. 주연 배우는 이누카이 아츠히로이다. 원작 만화에서 주인공인 남성 캐릭터는 명확한 이름 없이 ' 주인공 '으로 되어 있지만, 드라마에서는 편의상 모브(모브 캐릭터)라는 이름이 붙여졌다. 선전 문구는 “사랑하는 것들이여, 와라 ! 나는 반하지 않으니 말이야 !”(恋するものたちよ、かかって来い！オレだけはキュンしないからな！)이다.

### 줄거리
주인공 모브는 어느 날, 주변인들이 반드시 BL이 되어버리는 BL 만화 세계의 주민이라는 것을 알게 된다. 모브 라는 역할이 가리키는 대로 평범한 모습, 평범한 캐릭터이기 때문에 주역이 아닌 어디까지나 군중 속의 한 사람으로 생활 하고 있었다. 하지만, 일상이 아무렇지 않은 상황에 두근거림을 느끼는 BL 사안이 점차 신변에 일어난다. BL 연애로 진행되려 하는 상황을 회피 하기 위해서 스스로 BL 만화책을 독파 하며 사전에 지혜나 지식을 얻었지만 그곳은 BL의 세계인 것이다. 화사한 주역의 그늘로 눈에 잘 안 띄는 평범한 모브 캐릭터를 선호하는 스핀오프한 상황이 새롭게 생겨서는 다음에서 다음으로 덤벼들어 온다.

### 등장 인물
- 이누카이 아츠히로 : 모브(モブ) 역
- 유타로 : 아야토 역
- 이토 아사히 : 키쿠치(菊池) 역
- 시오노 아키히사 : 토죠 역

#### 시즌 1
- 코미나미 코지 : 우츠미(内海) 역
- 키타무라 료 : 카지(加地) 역
- 쿠리야마 와타루 : 사키타(咲田) 역
- 와다 하야테(Da-iCE) : 마야마 역 - 특별 출연
- 나카모토 타이가(엔진) : 히카리(光) 역
- 쿠사치 료노(엔진) : 타키모토 역
- 야베 마사키(DISH//) : 료타 역
- 우노 유야 : 쿠로다(黒田 ) 역
- 우사 타쿠마 : 유키(優希) 역
- 코바야시 료타 : 토마 역
- 하마 쇼고 : 아키히토 역
- 타무라 신 : 야나기 역
- 콘도 요지 : 우스이(臼井) 역
- 사다모토 후마 : 미사키(三崎) 역
- 혼다 쿄야 : 슌(瞬) 역
- 스나가와 슈야 : 미요시(三好) 역
- 사카타 히데아키 : 하루오(春生) 역

#### 시즌 2
- 이즈카 겐타 : 이가라시(五十嵐) 역

### 스태프
- 원작 : 콘키치의 만화, 절대 BL이 되는 세계 VS 절대 BL이 뵈고 싶지 않은 남자 (쇼덴샤)
- 각본 : 카와사키 이즈미
- 감독 : 미키 코이치로
- 주제가 : Da-iCE - Bubble Love (에이벡스 트랙스)
- 음악 : 코야마 에리나
- 제작 협력 : 파인 엔터테인먼트
- 제작 저작 : TV 아사히

### 내용주
1. ↑  성씨는 읽는 방법이 알려져 있지 않다.
2. ↑  본방송에서 2주 후까지 스카파! 온디멘드에서 스트리밍 서비스를 하였다. 또, 4월 17일에 재방송도 하였다.

### 참조주
1. ↑  “非イケメンの平凡男、“絶対BLになる世界”でフラグに抗うギャグ新連載” [비꽃비남 평범남, “절대 BL이 되는 세계”에서 플래그에 거역하는 개그 새로운 연재]. 《コミックナタリー》 (일본어) (ナターシャ). 2018년 11월 7일. 2021년 2월 18일에 확인함.
2. ↑  “累計25万部突破の話題作「絶対BLになる世界VS絶対BLになりたくない男」第2弾のドラマCD化が決定！” [누계 25만 부 돌파의 화제작 "절대 BL이 되는 세계 VS 절대 BL이 되고 싶지 않은 남자" 제2탄 드라마 CD화 결정!]. 《PR TIMES》 (일본어) (PR TIMES). 2021년 2월 19일. 2021년 3월 8일에 확인함.
3. ↑  “Twitterのつぶやきから実写ドラマ化へ！『絶対BLになる世界VS絶対BLになりたくない男』紺吉インタビュー” [트위터의 트윗에서 실사 드라마화로! "절대 BL이 되는 세계 VS 절대 BL이 되고 싶지 않은 남자" 콘키치 인터뷰]. 《pixivision》 (일본어). 2021년 3월 26일. 2021년 6월 12일에 확인함.
4. ↑  “いいね19万超え！Twitterで大人気の「メタBL」11/7連載開始” [좋아요 19만 달성! 트위터에서 대인기인 "메타 BL" 11/7 연재 개시]. 《ちるちる》 (일본어). 2018년 11월 7일. 2021년 6월 12일에 확인함.
5. ↑  “1月投稿分pixivコミック月例賞結果発表” [1월 업로드 분량 픽시브 코믹 월례상 결과 발표]. 《pixivコミック》 (일본어). 2018년 2월 21일. 2021년 6월 11일에 확인함.
6. ↑  “遠藤達哉「SPY×FAMILY」次にくるマンガ大賞2019のWebマンガ部門1位に” [엔도 타츠야 "SPY×FAMILY" 다음에 올 만화 대상 2019의 웹 만화 부분 1위로]. 《コミックナタリー》 (일본어) (ナターシャ). 2019년 8월 22일. 2021년 2월 18일에 확인함.
7. ↑  “WEBマンガ総選挙2019、第1位はいちかわ暖「新しい上司はど天然」” [웹 만화 총선거 2019, 제1위는 이치카와 단 "새로운 상사는 천연"]. 《コミックナタリー》 (일본어) (ナターシャ). 2019년 10월 17일. 2021년 2월 18일에 확인함.
8. ↑  “「絶対BLになる世界VS絶対BLになりたくない男」ドラマCD化、主人公は中島ヨシキ” ["절대 BL이 되는 세계 VS 절대 BL이 되고 싶지 않은 남자" 드라마 CD화, 주인공은 나카지마 요시키]. 《コミックナタリー》 (일본어) (ナターシャ). 2020년 1월 19일. 2021년 2월 18일에 확인함.
9. ↑  “「絶対BL」ドラマCD第2弾に岡本信彦・天崎滉平・鈴木達央、描き下ろしジャケ公開” ["절대 BL" 드라마 CD 제2탄에 오카모토 노부히코, 아마사키 코헤이, 스즈키 타츠히사, 자켓 공개]. 《コミックナタリー》 (일본어) (ナターシャ). 2021년 3월 5일. 2021년 3월 5일에 확인함.
10. ↑  “「絶対BLになる世界vs絶対BLになりたくない男」ドラマ化、主演は犬飼貴丈” ["절대 BL이 되는 세계 vs 절대 BL이 되고 싶지 않은 남자" 드라마화, 주연은 이누카이 아츠히로]. 《コミックナタリー》 (일본어) (ナターシャ). 2021년 2월 18일. 2021년 2월 18일에 확인함.
11. ↑  “話題の不条理BLギャグマンガが完全実写ドラマ化！「絶対BLになる世界vs絶対BLになりたくない男」Blu-ray＆DVDが6/25発売決定！” [화제의 부조리 BL 개그 만화가 완전 실사 드라마화! "절대 BL이 되는 세계 vs 절대 BL이 되고 싶지 않은 남자" 블루레이＆DVD가 6/25 발매 결정!] (일본어). PR TIMES. 2021년 3월 27일. 2021년 3월 28일에 확인함.